# Олкілуото
Олкілуото — острів у Ботнічній затоці біля західного узбережжя Фінляндії. Він лежить у ландшафті Сатакунта близько 25 кілометрів на північ від міста Раума і є частиною муніципалітету Еурайокі. Приблизно 6 кілометрів завдовжки і 2,5 кілометра завширшки острів відокремлює від материка лише вузький прохід, потрапити на який можна через міст.
Олкілуото — це місце розташування атомної електростанції Олкілуото з двома реакторами з киплячою водою та EPR. Останній досяг першої критичності 20 грудня 2021 року і таким чином офіційно запрацював. Також на острові є сховище Olkiluoto і морський порт.